# 下馬 (世田谷區)
下馬（日语：／ Shimouma */?）是東京都世田谷區的町名。現行行政地名為下馬一丁目至六丁目。郵遞區號154-0002。

## 地理
北鄰世田谷公園，東接目黑區五本木，南部有駒澤通通過。

## 歷史

### 地名由來
地名為舊荏原郡下馬引澤村（しもうまひきさわむら）的省略。傳說源頼朝遠征途中經過此地遇上山崩，下令「以後經過此地，須拉著馬通過」，後來演變為地名。此外，其他相似地名還有駒繋、駒留等。蛇崩交差點往五本木方向有埋葬馬匹的「葦毛塚」。另外，駒澤則是合併時所命名的新地名。

## 交通
最近的車站是東急東橫線祐天寺站與學藝大學站，東急田園都市線、東急世田谷線三軒茶屋站，最近的高速道路出入口是三軒茶屋出入口、池尻出入口。南部有駒澤通通過。

## 設施
- 東京學藝大學附屬高等學校
- 放送大學東京世田谷學習中心（圖書館短期大學舊址）
- 世田谷區立駒留中學校
- 世田谷區立駒繋小學校
- 駒繋神社
- 世田谷観音
- 西澄寺
- 東急巴士下馬營業所
- 日本大學生物資源科學部

## 備註
1. ↑  平成25年（2013年）の世田谷区の町丁別人口と世帯数 - 世田谷区

## 知名人士
- 中松義郎